# Zohra Sehgal
Zohra Sehgal, née le 27 avril 1912 à Saharanpur dans les Indes britanniques et morte à New Delhi le 10 juillet 2014 (à 102 ans), est une actrice, danseuse et chorégraphe indienne. Elle était connue pour être la doyenne des acteurs et actrices de l'industrie du cinéma bollywoodien.

## Biographie
De son nom complet Sahibzadi Zohra Begum Mumtaz-ullah Khan,, elle naît à Saharanpur, dans la région de l'Uttar Pradesh, au sein d'une famille traditionnelle, de confession musulmane. Attirée dès son plus jeune âge par la danse, elle décide de suivre cette voie après avoir assisté à une performance artistique d'Uday Shankar, à Dehra Dun.
Elle suit des études strictes au Queen Mary's Girls College de Lahore, réputé pour dispenser des études supérieures à des élèves issues de familles de la haute société. Sitôt ses études terminées, elle rejoint la troupe de danse d'Uday Shankar à partir de 1935. Cette période est jalonnée de voyages, au Japon, en Égypte, en Europe et en Amérique. Elle rencontre à cette époque Kameshwar Sehgal, un artiste de huit ans son cadet, de confession hindoue, dont elle s'éprend. Malgré l'opposition familiale, le couple célèbre son union en 1942. Au fil du temps, les deux époux finissent par se détacher de leurs religions respectives.
Après avoir tenté de lancer une école de danse à Lahore, le couple est contraint de déménager à Bombay. Zohra et son mari intègrent l'Indian People's Theatre Association, composée d'intellectuels progressistes et laïques, d'écrivains, de poètes, de cinéastes, d'acteurs et d'artistes divers. En 1946, Zohra fait ses premiers pas dans le monde du cinéma en figurant dans le film Dharti Ke Lal (Enfants de la Terre) de Khwaja Ahmad Abbas, traitant des conséquences de la famine qui frappa le Bengale en 1942. La même année, elle fait une autre apparition dans le film La Ville basse (Neecha Nagar) de Chetan Anand, qui obtient le Grand Prix au Festival de Cannes.
C'est à Bombay que Zohra Sehgal débute sur les planches au Prithvi Theater, fondé par Prithviraj Kapoor, considéré comme le pionnier du théâtre indien et de l'industrie cinématographique hindi. Dès 1947, elle devient une actrice de premier plan au sein de la troupe qui effectue de nombreuses représentations à travers le pays. Elle chorégraphie également pour quelques productions cinématographiques en hindi et des classiques comme Baazi de Guru Dutt en 1951. 
En 1959, sa vie familiale est marquée par un drame : son mari, Kameshwar Sehgal, met fin à ses jours. Désormais seule pour élever ses deux jeunes enfants, Zohra obtient une aide financière et part s'installer au Royaume-Uni, pays où elle s'établit en 1962. 
Zohra Sehgal devient l'un des visages les plus connus des premières initiatives menées par la BBC en faveur du multiculturalisme sur le petit écran et dans les émissions consacrées aux nouveaux migrants. Elle tient un rôle dans Courtesans of Bombay en 1983, un documentaire réalisé par Ismail Merchant. En 1984, le démarrage de la série télévisée Le Joyau de la couronne (The Jewel in the Crown) lui apporte la célébrité avec son rôle de Lady Chatterjee. Suivent d'autres apparitions dans la série Tandoori Nights et The Raj Quartet. Elle quitte le Royaume-Uni pour rentrer en Inde dans les années 1990.
La suite de sa carrière d'actrice est marquée par l'obtention de nombreux rôles dans des productions britanniques et bollywoodiennes. C'est le cas de Bhaji on the Beach en 1993, de Hum Dil De Chuke Sanam en 1999, de Joue-la comme Beckham en 2002 et de Kal Ho Naa Ho, tourné à New York, en 2003. Son dernier rôle au cinéma est dans le film Saawariya, en 2007.
Souffrant d'une pneumonie, Zohra Sehgal est admise dans un hôpital de New Delhi. Elle s'y éteint le 10 juillet 2014 d'une insuffisance cardiaque, âgée de 102 ans.

## Prix
Zohra Sehgal a reçu de nombreuses distinctions au cours de sa carrière : le  Sangeet Natak Award Akademi en 1963, les décorations civiles Padma Shri, Padma Bhushan et Padma Vibhushan, décernées respectivement en 1998, 2002 et 2010, le Kalidas Samman en 2001 et le Sangeet Natak Akademi Fellowship en 2004.

## Filmographie

### Cinéma
- 1946 : La Ville basse : Bhabi
- 1946 : Dharti Ke Lal (créditée Zohra Sehgal)
- 1950 : Afsar (créditée Zohra Sehgal)
- 1956 : Heer : la mère de Saida (créditée Zohra Saigal)
- 1967 : Les Turbans rouges : Devi
- 1968 : La Déesse des sables : Putri
- 1969 : The Guru : Mastani
- 1983 : Le Consul honoraire : Maria
- 1985 : Harem : Affaf
- 1986 : Caravaggio : la grand-mère de Jerualeme (créditée Zohra Sehgal)
- 1987 : Partition
- 1989 : Manika, une vie plus tard : la mère de Ranjit
- 1992 : Masala : Grand-mère
- 1993 : Bhaji on the Beach : Pushpa (créditée Zohra Sehgal)
- 1998 : Tamanna : Mrs. Chopra
- 1998 : De tout cœur : Grand-mère
- 1999 : Hum Dil De Chuke Sanam : Dadi
- 1999 : Dillagi
- 2000 : Tera Jadoo Chal Gayaa : femme âgée (chanson Agre Mein Hai Mashoor)
- 2001 : The Mystic Masseur : Tatie
- 2001 : Landmark : Gran
- 2002 : Joue-la comme Beckham : Biji
- 2002 : Anita & Me : Nanima
- 2002 : Chalo Ishq Ladaaye : Dadi
- 2003 : Saaya : Sœur Martha
- 2003 : New York Masala
- 2004 : Kaun Hai Jo Sapno Mein Aaya
- 2004 : Veer-Zaara : Bebe
- 2005 : Chicken Tikka Masala : Grand-mère
- 2005 : The Mistress of Spices : première mère
- 2007 : Cheeni Kum : Mrs. Gupta
- 2007 : Saawariya : Lillian 'Lilipop'

### Télévision
- 1964 : The Indian Tales of Rudyard Kipling (série télévisée) : 5 épisodes
- 1964 : Doctor Who (série télévisée) : Sheyrah (épisode The Crusade)
- 1967 : Theatre 625 (série télévisée) : Amma (épisode 55 Columns)
- 1968 : The Expert (série télévisée) : Mrs. Singh (épisode Miss Daley)
- 1973 : The Regiment (série télévisée) : Nanni Ji (épisode Women)
- 1973 : Tales That Witness Madness : Malia (segment 4 Luau)
- 1974 : It Ain't Half Hot Mum (série télévisée) : la belle-mère de Rangi (épisode The Road to Bannu)
- 1978 : Mind Your Language (série télévisée) : Mrs. Singh (épisode Many Happy Returns)
- 1983 : Storyboard (série télévisée) : Ayah (épisode Inspector Ghote Moves In)
- 1984 : Le Joyau de la couronne (série télévisée) : Lili Chatterjee (épisodes Crossing the River et The Bibighar Gardens)
- 1985 - 1987 : Tandoori Nights : Gran (12 épisodes)
- 1986 : Man-Eaters of Kumaon (documentaire) : grand-mère
- 1987 : Never Say Die (série télévisée) : Gajmukhi (4 épisodes)
- 1989 : The Bill (série télévisée) : Mrs. Gunn (épisodes It's Not Majorca et  Mending Fences)
- 1992 - 1994 : Firm Friends (série télévisée) : Suvira Bhatia (8 épisodes)
- 1994 : Little Napoleons (série télévisée) : Jayaben Shah (épisodes Path to Power, The Godfathers of Education et Sleeping with the Enemy)
- 1995 : Amma and Family (série télévisée) : Amma
- 1998 : Not a Nice Man to Know : invitée (créditée Zohra Sehgal)
- 1999 : Khwahish (série télévisée) : Aapa
- 2001 : Zindagi Kitni Khoobsoorat Hai (série télévisée) : Dadi